# 페테르스나팔귀박쥐
페테르스나팔귀박쥐(Phoniscus jagorii)는 애기박쥐과에 속하는 박쥐의 일종이다. 인도네시아와 라오스, 말레이시아, 베트남 그리고 필리핀에서 발견된다. 종소명은 페도르 자고르(Fedor Jagor)의 이름을 따서 빌헬름 페테르스(Wilhelm Peters)가 명명했다. 커먼나팔귀박쥐(common trumpet-eared bat)라는 이름으로 알려져 있다.